# 3/VII Batalion Wartowniczy
3/VII Batalion Wartowniczy – pododdział Wojska Polskiego pełniący służbę ochronną na granicy II Rzeczypospolitej.

## Formowanie i zmiany organizacyjne
3/VII batalion wartowniczy sformowano w 1919. Funkcjonował w strukturze Okręgu Generalnego Poznań. W skład batalionu wchodziło dowództwo oraz 4 kompanie po 3 plutony. W dowództwie, oprócz dowódcy batalionu, służyli oficerowie: sztabowy, adiutant, prowiantowy i kasowy; podoficerowie: mundurowy, prowiantowy, rusznikowy, sanitarny oraz 6 ordynansów.
Na podstawie rozkazu Ministra Spraw Wojskowych nr 3046/Org z dnia 24 marca 1921, na bazie 3/VII batalionu wartowniczego powstał 16 batalion celny.